# Чиркина, Галина Васильевна
Гали́на Васи́льевна Чи́ркина (29 апреля 1935 — 31 августа 2013) — советский и российский специалист в области логопедии, доктор педагогических наук (1987), профессор, заведующая лабораторией содержания и методов обучения детей с нарушением речи в Институте коррекционной педагогики РАО (ранее — НИИ дефектологии АПН), преподавала в вузах (МПГУ, МГГУ им. М. А. Шолохова).

## Биография
Родилась в Москве. Окончила отделение сурдопедагогики Московского государственного педагогического института в 1958 году. После института работала в Детской клинической больнице им. Ф. Э., затем перешла в Экспериментальную школу Академии педагогических наук в Горках Ленинских.
В 1962 года принята на работу в НИИ дефектологии. Здесь под руководством Р. Е. Левиной занималась детской дисграфией и в 1967 году защитила кандидатскую диссертацию, доказав связь нарушений письма с аномалиями артикуляционного аппарата.
В 1987 году защитила докторскую диссертации по ринолалии, вновь показав связь между проблемами устной речи и навыками письма.
С 2000 года по март 2010 года Чиркина возглавляла лабораторию содержания и методов обучения детей с нарушениями речи Института коррекционной педагогики РАО.
Занимала должности председателем диссертационного совета и председателя Российской Ассоциации дислексии.
31 августа 2013 года погибла в автомобильной катастрофе.

### Научная деятельность
Чиркина создала собственную логопедическую школу, положив в основу идеи Р. Е. Левиной и развив их на основе собственных исследований. Основопологающий труд Чиркиной, «Дети с нарушениями артикуляционного аппарата», опубликован в 1969 году. В последующие десятилетия Чиркина разрабатывает методы обучения детей с нарушениями речи, которые ложились в основу практической методики работы коррекционных школ и дошкольных учреждений.
Изучая ринолалию, Чиркина открыла новые способы коррекции проблемы, применив системный подход к её решению, в котором нашли отражение не только функциональные, но и психические аспекты патологии.
Исследования Чиркиной легли в основу учебника «Логопедия» под редакцией Л. С. Волковой и пособия «Основы логопедии», созданного совместно Г. В. Чиркиной, Т. Б. Филичевой и Н. А. Чевелевой. Практические рекомендации вошли в программы коррекционных школ.
Научная школа, созданная Чиркиной, представлена российскими специалистами в университетах Курска, Белгорода, Челябинска, Уфы, Ставрополя, Омска. Под её руководством диссертации защитили десятки молодых учёных.

## Избранные труды
Книги
- Дети с нарушением артикуляционного аппарата. М.: Педагогика, 1969.
- Нарушения речи при ринолалии и пути их коррекции. Дис. … д-ра пед. наук. Акад. пед. наук СССР, Науч.- исслед. ин-т дефектологии. М., 1987.
- Основы логопедии. Учеб. пособие для студентов. М.: Просвещение, 1989.(в соавторстве).
- Подготовка к школе детей с общим недоразвитием речи в условиях специального детского сада. Уч. пособие для студентов дефектологических факультетов. М.,1991. (в соавторстве).
- Подготовка детей с общим недоразвитием речи в условиях специального детского сада. Первый год обучения (старшая группа). Пособие для студентов. М., 1993. (в соавторстве).
- Подготовка детей с общим недоразвитием речи в условиях специального детского сада. Второй год обучения (старшая группа). Пособие для студентов. М., 1993. (в соавторстве).
- Нарушение речи у детей: пособие для воспитателей дошкольных учреждений. М., 1993.
- Русский язык. Учеб. для 2 кл. спец. (коррекц.) образоват. учреждений. М. : Просвещение, 2000.(в соавторстве).
- Произношение. Мир звуков. Учеб. для спец. (коррекцион.) школ. М., 2003. (в соавторстве).
- Произношение. Мир звуков. Пособие для учителя-логопеда спец. (коррекц.) шк. М., 2003. (в соавторстве).
- Основы логопедической работы с детьми [Текст] : учеб. пособие для логопедов, воспитателей дет. садов, учителей нач. кл., студентов пед. училищ (разные изд).
- Устранение общего недоразвития речи у детей дошкольного возраста. Практ. пособие. М., 2008. (в соавторстве).
- Развитие речи. 1 класс. Учеб. для спец. (коррекц.) образоват. учреждений. М., 2009.
- Методы обследования речи детей. Пособие по диагностике речевых нарушений (разные издания)
- Устранение общего недоразвития речи у детей дошкольного возраста. Практич. пособие. М., 2007.
- Основы логопедической работы с детьми. Учеб. пособие. М., 2009.
- Коммуникативно-речевая деятельность детей с отклонениями в развитии: диагностика и коррекция. Колл. монография. Архангельск, 2009 (редактор, автор разделов).
- Методы обследования речи детей. Пособие по диагностике речевых нарушений (редактор, автор разделов) М., 2010.
- Логопедический аспект проблемы дислексии. М., 2011 (в соавторстве)

Статьи
- Роль семьи в коррекции врожденных нарушений у детей // Дефектология. 2004. № 8.
- Проблемы логопедии в аспекте современных функциональных и когнитивных теорий языка // Логопед в детском саду : науч.-метод. журн. 2006. № 4(13). C. 13-15.
- Теория и практика устранения дислексии — логопедический аспект проблемы // Дефектология. 2007. № 1. C. 57-58.
- Актуальные проблемы развития логопедической науки// Дефектология. 2012. № 1.
- Проблема обеспечения преемственности между дошкольным и начальным образованием детей с нарушениями речи // Известия Вузов. Логопедия. № 1. 2008. С. 37-47.
- Насущные проблемы деятельности логопедических учреждений в современных условиях // Воспитание и обучение детей с нарушениями развития. 2009. № 4. C. 22-28.

Статьи в БРЭ
- Логопедия : [арх. 20 июня 2022] / Г. В. Чиркина // Большая российская энциклопедия : [в 35 т.] / гл. ред. Ю. С. Осипов. — М. : Большая российская энциклопедия, 2004—2017.